# هيئة الأركان (سوريا)
هيئة الأركان هي مبنى قيادة الأركان العامة للقوات المسلحة السورية. يقع في حي الميدان وسط دمشق. وهو المقر الرئيسي لرئيس الأركان العامة. في 26 أيلول 2012، تعرض المبنى لإنفجارين، تشير بعض التقارير إلى أن النيران اشتعلت في أجزاء من المبنى ما سبب الانفجارات.